# Звољен
Звољен (слч. Zvolen, мађ. Zólyom) град је у Словачкој и други по величини град Банскобистричког краја.
Звољен спада у ред историјских градова у Словачкој.

## Географија
Звољен је смештен у средишњем део државе. Главни град државе, Братислава, налази се 200 км југозападно.
Рељеф: Звољен се развио у котлини, коју прави река Хрон. Надморска висина града је око 290 m. Оближње планине припадају планинском венцу Карпата. Западно од града је издиже издиже Велика Фатра, источно Словенско рудогорје, а јужно Штијавничке врхи.
Клима: Клима у Звољену је умерено континентална.
Воде: Звољен се налази на ушћу реке Слатине у Хрон.

## Историја
Људска насеља на овом простору датирају још из праисторије. Од IX века ово место постаје средиште локалних Словака. У првој половини XIII века му је краљ Мађарске Бела, IV (1235—1270) доделио статус слободног града. Током следећих векова град је био у саставу Угарске.
Крајем 1918. г. град је постао део новоосноване Чехословачке. Током словачког народног устанка 1944. године град је одиграо значајну улогу у протеривању Немаца са тла Словачке. У време комунизма град је нагло индустријализован, па је дошло до наглог повећања становништва. После осамостаљења Словачке град је постао њено значајно средиште, али је дошло и до проблема везаних за преструктурирање привреде.

## Становништво
| Година:    | 1994.  | 2004.   | 2014.   | 2024.   |
| ---------- | ------ | ------- | ------- | ------- |
| Број људи: | 44 163 | 43 272  | 43 047  | 39 175  |
| Разлика:   |        | -2,01 % | -0,51 % | -8,99 % |

| Година:    | 2023.  | 2024.   |
| ---------- | ------ | ------- |
| Број људи: | 39 453 | 39 175  |
| Разлика:   |        | -0,70 % |

Данас звољен има око 43.000 становника и последњих година број становника благо расте.
Етнички састав: По попису из 2001. г. састав је следећи:
- Словаци - 95,9%,
- Чеси -1,2%,
- остали - 2,9%.

Верски састав: По попису из 2001. г. састав је следећи:
- римокатолици - 52,5%,
- атеисти - 26,4%,
- лутерани - 15,0%,
- остали.

## Градске знаменитости
Значајне туристичке знаменистости у граду су:
- старо градско језгро - обновљено 2002. године,
- Пусти Град или Стара Звољенска тврђава (подигнута у IX веку),
- Звољенски замак или Нова Звољенска тврђава (подигнута између 1360. и 1382. године).

## Привреда
Звољен је пре свега познат као саобраћајно чвориште. Данас је велика путна и железничка раскрсница, а у његовој близини се налази и аеродром „Силач“.
У њему је смештен технички универзитет и средиште дрвне индустрије.

## Партнерски градови
- Иматра
- Tótkomlós
- Прахатице
- Зволењ
- Алтеа
- Бад Кецтинг
- Белађо
- Bundoran
- Гранвил
- Холстебро
- Houffalize
- Meerssen
- Niederanven
- Превеза
- Sesimbra
- Sherborne
- Karkkila
- Окселесунд
- Јуденбург
- Хојна
- Кесег
- Сигулда
- Сушице
- Türi Rural Municipality
- Пријенај
- Marsaskala
- Сирет
- Agros
- Шкофја Лока
- Трјавна
- Ровно

## Галерија
- Пешачка зона у градском језгру
- Споменик словачког народног устанка
- Градско позориште
- Лутеранска црква

## Делови округа
Округ Звољен је подељен на шест делова:
- Золна (слч. Zolná)
- Звољен (слч. Zvolen)
- Кралова (слч. Kráľová)
- Лукове (слч. Lukové)
- Мотова (слч. Môťová)
- Нересница (слч. Neresnica)